# Centralbron
59°19′32″N 18°3′53.5″Ø / 59.32556°N 18.064861°Ø
Centralbron er en vejforbindelse med to broer beliggende i Stockholms innerstad. Broen består af en sydlig brosektion over Söderström, en motortrafikvej på Riddarholmens østside og en brosektion over Riddarfjärden tæt ved Norrström.
Centralbron modtog sit nuværende navn i 1963 og er 1200 meter lang. Den smalle passage mellem Gamla Stan og Riddarholmen, hvor bil- og jernbanetrafikken føres igennem en flaskehalslignende passage, kaldes populært Getingmidjan ("Hvepsetaljen"). Centralbron udgør en del af Stockholms nord-syd-akse og er en stærkt trafikeret hovedfærdselsåre, der dagligt passeres af omkring 130.000 køretøjer.

## Historie
Sammanbindningsbanans jernbanebro var allerede blevet bygget i 1871 mellem Norrmalm og Södermalm, forbi Gamla Stan og Riddarholmen. En centralbro for andet end jernbanetrafik havde været diskuteret siden 1910'erne, og da Masterplanen over Stockholm fra 1928 blev fremlagt, diskuterede man over 20 bromuligheder. Der kom dog ikke nogen afgørende beslutninger før 2. verdenskrigs afslutning, idet en bro over Söderström først blev vedtaget i 1947.
Broen blev bygget parallelt med den eksisterende jernbanebro, og anlægsarbejdet på den sydlige brosektion begyndte i 1950. Allerede i 1944 indviede man Södergatan gennem Södermalm, en gade der var tænkt som en afslutning på Centralbron i den nære fremtid.
Centralbron over Norrström (den nordlige brosektion) var forbundet med udvidelsen af Tegelbacken og med forbindelsen derfra via Klaratunnelen til Sveavägen. Byplanen for Tegelbacken blev først etableret i 1961, og byggearbejdet begyndte samme år. I mellemtiden havde man benyttet en række midlertidige løsninger til at lette biltrafikken mellem Södermalm og Norrmalm. Én af disse lappeløsninger var den såkaldte "Slingerbultsleden", mens en anden var pontonbroen Riddarbron.

## Historiske billeder
- Anlægsarbejdet på den sydlige del i 1951.
- Brobyggeri ved Riddarhuset. Foto fra 1955.
- Arbejdet på den sydlige del i 1958.
- Centralbrons nyåbnede gangbro. Billede fra 1962.

## Byggeriet

### Den sydlige brosektion
Den sydlige brostrækning er en fortsættelse af Söderledstunnelen og føres på en viadukt over Söder Mälarstrand, videre over Söderström parallelt med jernbanebroen og forbi Munkbron oven på metrostationen Gamla Stan. Centralbron fortsætter derefter nordpå langs Riddarholmskanalen og under Riddarholmsbron.
Sydsektionen er 189 meter lang og 21,8 meter bred med et maksimalt spænd på 33,7 meter. Selve broen er konstrueret af gennemgående stålbjælker i seks spænd, der hviler på betonpiller opsat via pilotering og fastgjort til bunden. Den nordlige del bliver ført gennem en 173 meter lang viadukt direkte over metrostationen i Gamla Stan, der blev opført et par år før. Strækningen mellem Södermalm og Riddarholmen blev åbnet den 16. juni 1959, samtidigt med at Södergatan blev forbundet med broen.

### Den nordlige brosektion
Nordsektionen strækker sig vest for Strömsborg og går derefter på en viadukt over Riddarfjärden og Klara Mälarstrand ved Tegelbacken. På dette sted drejer den 90 grader mod vest over jernbanen og overgår derefter til Klarastrandsleden.
Den nordlige brosektion er 246 meter lang og bygget af jernbeton, mens bredden er 22,3 meter. Broen blev åbnet den 3. september 1967 i forbindelse med Højretrafikomlægningen, og samtidigt rev man den midlertidige Riddarbron ned. Takket være de nye broer over jernbanen ved Tegelbacken kunne et mangeårigt trafikproblem, også kendt som "Tegelbackseländet", løses i sidste ende.

## Kritik af broen
I årenes løb har Centralbron har været udsat for megen kritik, ikke mindst på grund af dens rute gennem det historiske og gamle bymiljø mellem Riddarhuset og Riddarholmskirken. Centralbrons fremtid er i dag uvis, og der er planer om at erstatte den med en tunnel. Disse planer er endnu ikke blevet vedtaget af politikerne grundet meget høje byggeudgifter.
Broen er et meget trafikeret sted, og ulykker er almindeligt forekommende; indimellem også dødsulykker. En ulykke med døden til følge fandt sted den 8. marts 2005, da en SUV gik igennem autoværnet og dræbte en person i en modkørende bil. Autoværnet var for lavt til denne stadigt mere almindelige biltype, men det blev forhøjet senere på året efter megen debat. Samtidig blev hastighedsgrænsen sænket fra 70 kilometer i timen til 50 km/t. I 2016 blev hastighedsgrænsen dog hævet til de nuværende 60 km/t.

## Billeder
- Centralbrons sydlige del under opførelse i 1956.
- Centralbron og Söderströmsbron (i forgrunden).
- På Centralbron set mod syd.
- Centralbron ved en isbelagt Riddarholmskanal.
- Vue i sydlige retning mod Centralbron ved Riddarholmskanalen.
- Centralbrons gangbro set fra Klara Mälarstrand.